# Tortrix
Los pirales (Tortrix) son un género de lepidópteros ditrisios de la familia Tortricidae (tortrícidos).

## Especies
- Tortrix coeruleana.
- Tortrix flavana.
- Tortrix kawabei.
- Tortrix pflegeriana.
- Tortrix sinapina.
- Tortrix suttneriana.
- Tortrix viridana.